# 4871 Riverside
4871 Riverside је астероид главног астероидног појаса са средњом удаљеношћу од Сунца која износи 2,257 астрономских јединица (АЈ).
Апсолутна магнитуда астероида је 13,3.